# ADEFA
Die ADEFA (Arbeitsgemeinschaft deutsch-arischer Fabrikanten der Bekleidungsindustrie e. V.) wurde 1933 ins Leben gerufen, im Jahr der Machtergreifung der Nationalsozialisten (NSDAP), „als Einrichtung der Fabrikanten, die es durch Ausschaltung des jüdischen Einflusses ablehnen, von jüdischen Lieferanten zu kaufen oder an jüdische Einzelhändler zu liefern“. Für die nach dem Anschluss Österreichs an das Deutsche Reich eingetretenen Wiener Konfektionsbetriebe galten die gleichen, den Mitgliedern auferlegten Beschränkungen.

## Aufgaben

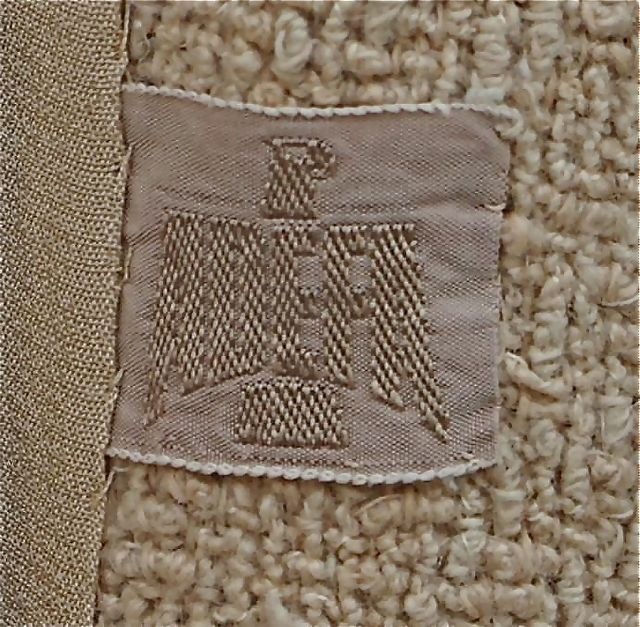
Gewebtes Einnähetikett mit dem Logo der ADEFA

Den Aufgabenbereich der ADEFA bestimmte im Wesentlichen das Reichswirtschaftsministerium mit, das für die verschiedenen Wirtschaftszweige einzelne Industrieverbände geschaffen hatte.
Von den Mitgliedern wurde ein rigoroser Abbruch aller Geschäftsbeziehungen mit Juden in der Bekleidungsindustrie und im Handwerk verlangt. Programmatisches Ziel war es, gegen „die Verjudung ihres Wirtschaftszweiges“ anzugehen.
Die ADEFA erstellte einen „Bezugsquellennachweis für Firmen und Einzelhandel“, in dem Hersteller, Produzenten, Zwischenhändler und Zulieferer informiert wurden, mit welchen Geschäften sie den Kontakt zu jüdischen Firmen meiden konnten. Ein Verbandsabzeichen besagte „ADEFA . Das Zeichen für Ware aus arischer Hand“. Für neu eingetretene Firmen wurden, zusätzlich zu deren bereits bestehenden Finanzierungen, Kreditbürgschaften übernommen. Die ADEFA hielt ihre Mitglieder an, eine zeitgemäße „deutsche“ Mode zu entwickeln und zu fördern, „die Schaffung einer artgemäßen deutschen Kleidkultur […] unter Ausschaltung des jüdischen Einflusses und damit des jüdischen Geschmacks aus der deutschen Bekleidungsindustrie“.

## Geschichte
Die „Arbeitsgemeinschaft deutsch-arischer Fabrikanten der Bekleidungsindustrie e. V.“ (ADEFA) wurde im Mai 1933 in Berlin als Verein mit Sitz in der Kielganstraße 4, Haus der „Wirtschaftsgruppe Bekleidungsindustrie“, eingetragen. Der erhoffte freiwillige Beitritt von Firmen der Bekleidungsbranche blieb bis 1936 jedoch weitgehend aus, obwohl der Geschäftsführer Otto Jung bereits einen Fragebogen an alle deutschen Bekleidungsfirmen verschickt hatte, der die „arische“ Herkunft der Firmengeschäftsführer klären sollte. Niemand von einiger Bedeutung konnte ohne Schaden die Verbindungen zu jüdischen Unternehmen abbrechen.
Die Gründung war aus dem Kreis der Industrie und Handelskammer (IHK) Berlin heraus erfolgt, nachdem deren jüdische Führungsmitglieder ausgeschieden worden waren. Für den Fachbereich Textil bedeutete dies auch eine „Säuberung“ von vielen Geschäftsleuten der IHK. Deren Fachausschüsse wurden 1933 durch der Partei loyal gegenüberstehende Unternehmer ersetzt, für die Textilbranche waren dies Herbert Tengelmann (Firma Leineweber) und Rudolph Hertzog (Kaufhaus Rudolph Hertzog). Als zentraler Hauptakteur in der Umsetzung der „Entjudung der Bekleidungsindustrie“ gilt Herbert Tengelmann neben Gottfried Dierig und Otto Jung.
Unter der Leitung von Otto Jung erhielt der Verein 1936 eine klarere Organisationsstruktur und damit auch eine festere Einbindung in das nationalsozialistische Wirtschaftsprogramm. Anhand der Nürnberger Gesetze vom 15. September 1935 hatte jetzt auch die ADEFA die Handhabe, gegen die noch bestehenden, noch nicht „arisierten“ jüdischen Konfektionshäuser direkt vorzugehen. Zeitzeugen schätzten die bis zu den Novemberpogromen im Jahr 1938 noch bestehenden, produzierenden jüdischen Betriebe der Damenkonfektion auf über 200. Ab 1936 war die Tätigkeit der ADEFA systematisch darauf ausgerichtet, die jüdischen Konfektionsfirmen von ihren Zulieferern zu isolieren. Mit staatlichem Druck und Sanktionen gelang es die Verbindungen zu zerstören. Allerdings führte das nicht zu der von der ADEFA beabsichtigten Steigerung, sondern zu einer Verringerung der Textilproduktion, der Export ging fast ganz zurück. Etliche Unternehmen, wie die daraufhin bedrohte Firma des Berliner Damenkonfektionsfabrikanten Walter Girgner, weigerten sich zudem der ADEFA beizutreten. Die vergleichsweise nur allmähliche Verdrängung der Juden aus der Berliner Konfektion hatte ihre Ursache in einer Anweisung des Reichswirtschaftsministers Hjalmar Schacht, der darin eine taktische Maßnahme zur Aufrechterhaltung der wirtschaftlichen Funktionen sah.
Am 26. April 1938 bestimmte ein Reichsgesetz, dass die jüdischen Bürger ihr Vermögen registrieren lassen müssen. Am 14. Juni 1938 hieß es in der Dritten Verordnung zum Reichsbürgergesetz, „ein Gewerbebetrieb gilt dann als jüdisch, wenn der Inhaber Jude ist“. Vierzehn Tage später führte die ADEFA ihren Verbandsschriftzug ein, mit dem Text „ADEFA - das Zeichen für Ware aus arischer Hand.“
Wollte ein inzwischen „arisierter“ Betrieb an einer der von der ADEFA veranstalteten Modenschauen der „arischen Wesensart“ teilnehmen, musste er zuvor der Deutschen Arbeitsfront beigetreten sein. Da diese keine jüdischen Arbeitnehmer aufnahm, durfte sich im Betrieb auch kein jüdischer Mitarbeiter befinden. Die letzte Moderepräsentation fand wohl im Januar 1939 statt, als die jüdischen Betriebe bereits in die Hände „arischer“ Geschäftsleute übergegangen oder liquidiert waren. Im Novemberpogrom von 1938 waren die Kleiderständer von jüdischen Firmen um den Berliner Hausvogteiplatz auf die Straße gestellt und angezündet worden. Bald durfte bei den übernommenen Firmen nichts mehr auf die bisherigen Inhaber hinweisen. Der neue Firmenname durfte die früheren Inhaber nicht erkennen lassen, in der Werbung war es verboten sich auf die vorherige Firmengeschichte zu beziehen oder deren Gründungsdatum zu verwenden.

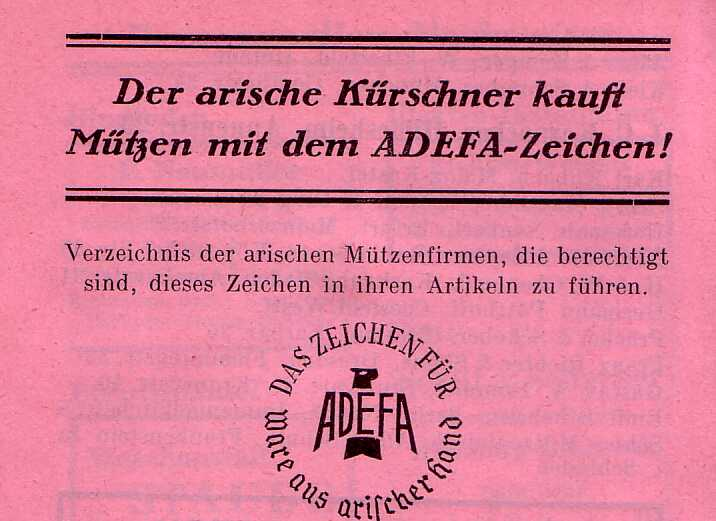
„Der arische Kürschner kauft Mützen mit dem ADEFA-Zeichen!“ (Liste mit 40 Adressen in einem Fachverzeichnis, 1938)

Im Jahr 1938 findet sich in einer Pelzfachzeitschrift unter der Überschrift „Adefa-Zeichen auch in der Mütze“ folgender Artikel:

„Die Lieferungs- und Warengenosenschaft deutscher Mützenfabrikanten e. V., die bereits seit dem Jahr 1935 die arischen Fabrikanten ihres Wirtschaftszweiges um sich sammelte und ihre Erzeugnisse mit dem „Arwa“-Zeichen schützte, hat in einer kürzlich abgehaltenen Mitgliederversammlung einstimmig beschlossen, den bisherigen kooperativen Anschluß an die Adefa in Einzelmitgliedschaften der in der Genossenschaft zusammengeschlossenen Fabrikanten umzuwandeln.
Über 40 maßgebende arische Mützenfabrikanten treten somit der Adefa bei und übernehmen damit die Verpflichtung, die Adefa-Beschlüsse vom 15. 11. 1937 bedingungslos durchzuführen. Um diesen Entschluß nach außen unzweideutig zu dokumentieren, werden die Mitglieder der Arwa-Genossenschaft vom 1. Juli 1938 das „Zeichen für Ware aus arischer Hand“ zur Kennzeichnung ihrer Erzeugnisse verwenden anstelle des bisher üblichen „Arwa“-Zeichens. [Lieferungs- und Wirtschaftsgenossenschaft Deutscher Mützenfabrikanten e. G. m. b. H.]
Durch diese Maßnahme ist auf einem wichtigen Sektor der Bekleidungswirtschaft eine Vereinheitlichung geschaffen worden, die für die beschleunigte Erreichung des von beiden Organisationen erstrebten Zieles einer restlosen Ausschaltung des jüdischen Einflusses von erheblichem Nutzen sein wird.
Gleichzeitig findet aber auch die opfervolle und erfolgreiche Pionierarbeit der Arwa-Genossenschaft, die weiterhin ihren bisherigen Aufgaben nachgeht, ihre Anerkennung und Erfüllung durch die Übernahme ihrer Mitglieder in die Adefa. Denn der geschlossene Block aktivistischer Fabrikanten, der umsatzmäßig den weitaus überwiegenden Teil dieses Wirtschaftszweiges repräsentiert, wird in der Adefa eine nicht zu unterschätzende Rolle zu spielen berufen sein und von dieser neuen erweiterten Plattform aus vorbildlich wirken können für die noch außenstehenden Berufskameraden, die sich noch nicht zu einer eindeutigen Stellungnahme zur Judenfrage entschließen konnten.“

Nachdem sämtliche Textilbetriebe mit zu Juden erklärten Inhabern liquidiert oder von „Ariern“ in Besitz genommen waren, entfiel der Zusatz arisch aus dem Vereinsnamen, der ab dem 14. November 1938 „ADEFA - Arbeitsgemeinschaft deutscher Fabrikanten der Bekleidungsindustrie“ lautete. Der Leiter war jetzt Otto Dierig (Inhaber der Christian Dierig AG, Inhaber des zu dieser Zeit größten Baumwollunternehmens Kontinentaleuropas), Direktor wurde Otto Jung, der neben der Tätigkeit für den Verein noch weitere Funktionärsposten innehatte.